# SAMOS 6
SAMOS 6 (ang. Satellite And Missile Observation Satellites) – amerykański satelita rozpoznawczy programu SAMOS. Należał do serii E-5 tego programu. Jego misja nie powiodła się, gdyż nie udało przechwycić się kapsuły z negatywami zdjęć. Ponadto doszło prawdopodobnie do awarii układu sterowania wysokością satelity – silniczków gazowych. Próba zmiany wysokości za pomocą silnika członu Agena B spowodowała nieplanowane wydłużenie się orbity, poprzez podniesienie apogeum.

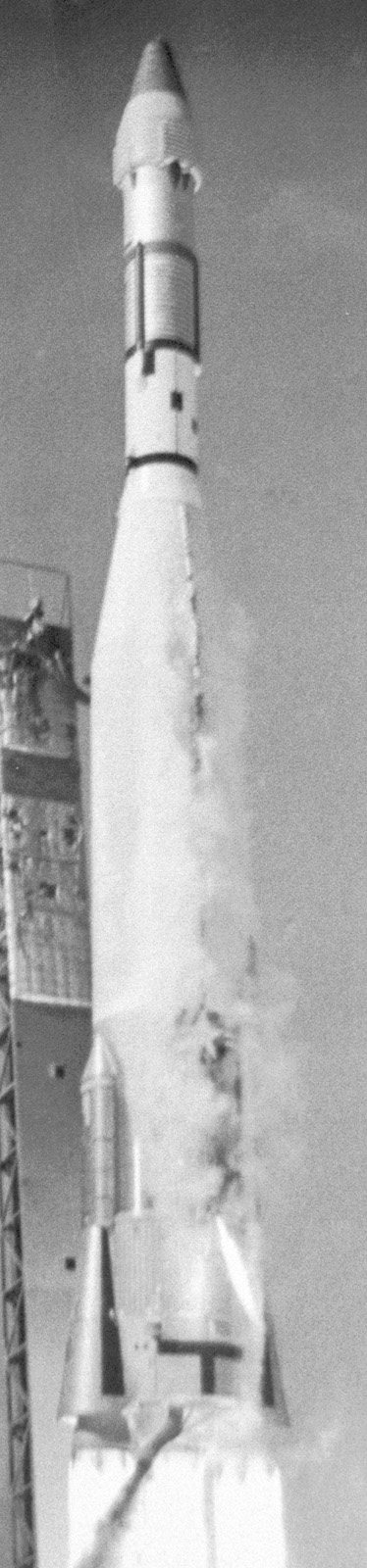
Start rakiety Atlas z satelitą SAMOS 6

Po misji SAMOS 6 program SAMOS z kapsułą powrotną został anulowany, a pozostałe cztery kamery trafiły do magazynu i zostały później wykorzystane w misjach programu CORONA, w serii Keyhole-6 „Lanyard”.
Statek przenosił kamerę typu E-5 o ogniskowej dł. 1,7 m.